# Björkö-Arholma distrikt

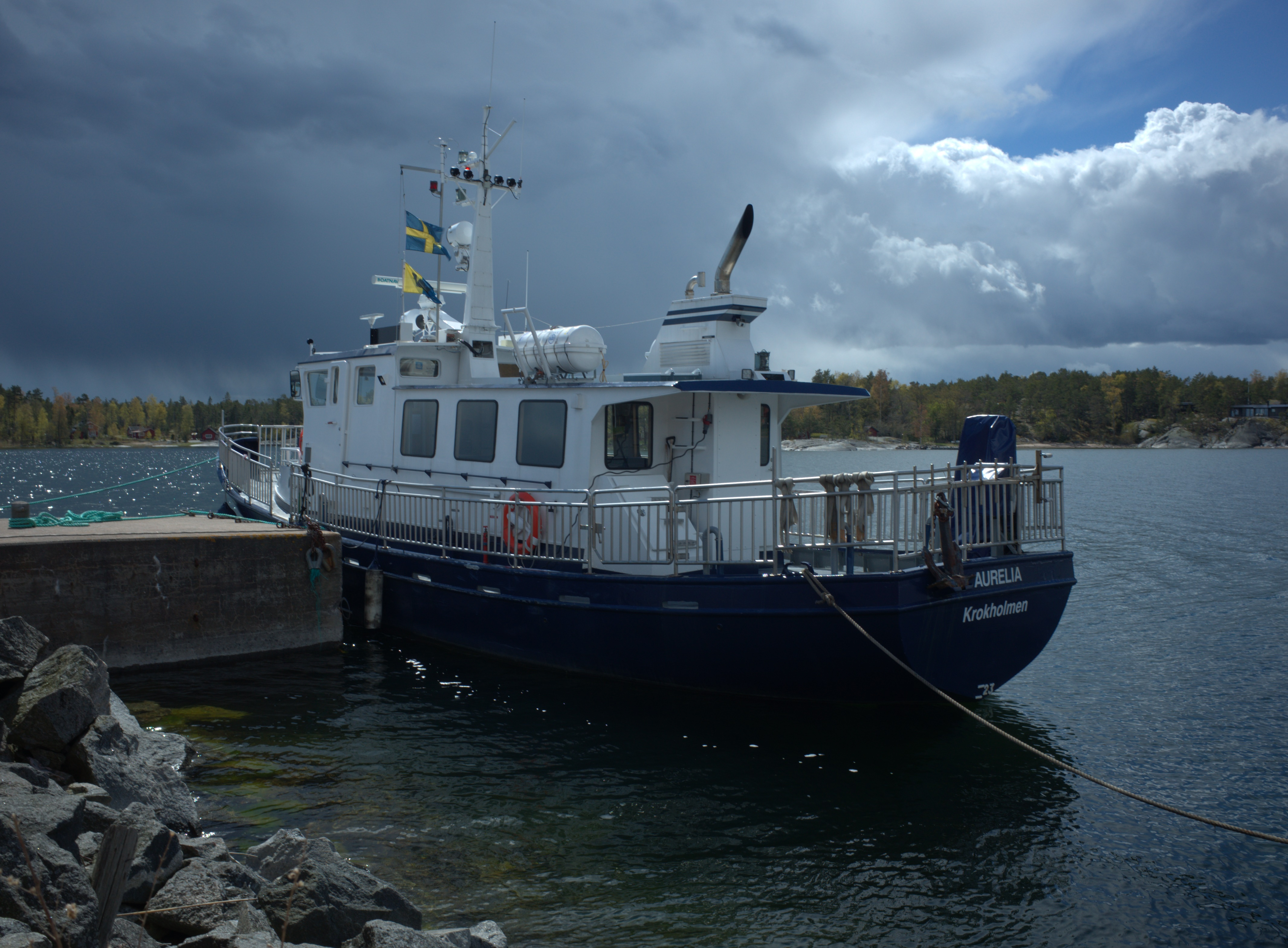
Passagerarbåten från Björkö till Arholma 2020.

Björkö-Arholma distrikt är ett distrikt i Norrtälje kommun och Stockholms län. 
Distriktet omfattar Björkö och Arholma med omkringliggande öar, i östra delen av kommunen. 

## Tidigare administrativ tillhörighet
Distriktet inrättades 2016 och utgörs av socknen Björkö-Arholma i Norrtälje kommun.
Området motsvarar den omfattning Björkö-Arholma församling hade vid årsskiftet 1999/2000.